# Nombre 512
El nombre 512 (DXII) és el nombre natural que segueix al nombre 511 i precedeix al nombre 513.
La seva representació binària és 1000000000, la representació octal 1000 i l'hexadecimal 200.
La seva factorització en nombres primers és 2⁹ = 512.